# Holotrichia rufescens
Holotrichia rufescens är en skalbaggsart som beskrevs av Moser 1912. Holotrichia rufescens ingår i släktet Holotrichia och familjen Melolonthidae. Inga underarter finns listade i Catalogue of Life.